# Mercedes-Benz W205
La Mercedes-Benz W205 è la quarta generazione della Mercedes-Benz Classe C, un’autovettura di fascia medio-alta prodotta dalla casa automobilistica tedesca Mercedes-Benz dal 2014 al 2021.

## Storia e profilo

### Debutto

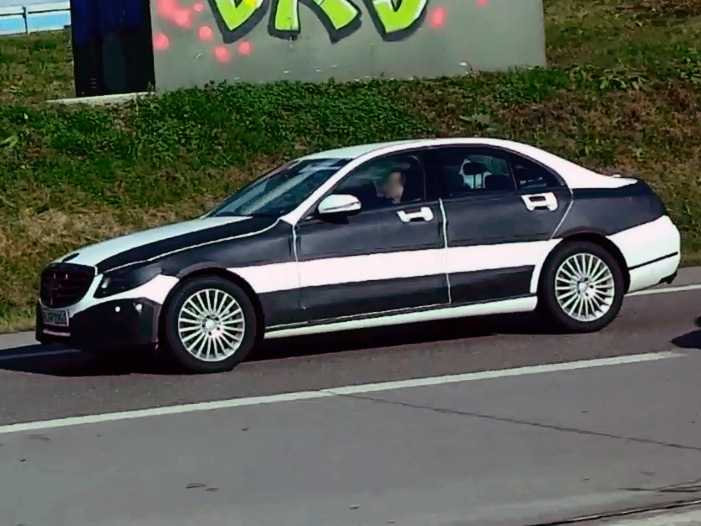
Muletto di una Classe C

Le foto ufficiali del modello che avrebbe preso il posto della serie W204 sono state svelate al pubblico il 16 dicembre 2013, mentre la presentazione della nuova vettura si è avuta nel gennaio del 2014 al Salone di Detroit. In contemporanea è stato dato il via alle ordinazioni e la vettura ha cominciato ad apparire nei listini europei, con l'avvio della commercializzazione iniziato nel mese di marzo.

### Design esterno ed interno
Dal punto di vista del design, il corpo vettura della W205 attinge a piene mani dalla nuova ammiraglia della Casa, la W222, appartenente alla Classe S. Di quest'ultima viene infatti ripreso il frontale, con i grossi gruppi ottici ovoidali tagliati nella parte interna dal bordo dell'ampia calandra e che integrano la tecnologia a led. La calandra può variare a seconda dell'allestimento scelto, e quindi può essere a due listelli orizzontali spessi con logo al centro di grosse dimensioni, oppure con tre listelli più sottili e con logo di dimensioni ridotte posto sulla sommità della calandra stessa. Anche il paraurti riprende il disegno della W222, e così pure il resto della carrozzeria, con le fiancate a doppia nervatura, ed anche la coda, con i fari dal disegno assai simile a quello dell'ammiraglia.
Gli interni sono caratterizzati dal consueto mix tra eleganza e sportività, anche se nel caso della nuova Classe C sono stati rivisti e reinterpretati in chiave più moderna e sobria. Per esempio, sono presenti i cinque bocchettoni circolari per la climatizzazione (uno per ogni lato più tre centrali), ma non possiedono più il disegno di tipo aeronautico che aveva caratterizzato le ultime vetture prodotte nei tre anni precedenti. L'abitacolo è più spazioso rispetto alla W204 e la console centrale differisce a seconda che la vettura sia dotata di cambio manuale (console più verticale) o automatico (console più inclinata). Il volume del bagagliaio è di 480 litri, appena cinque in più rispetto al modello uscente.

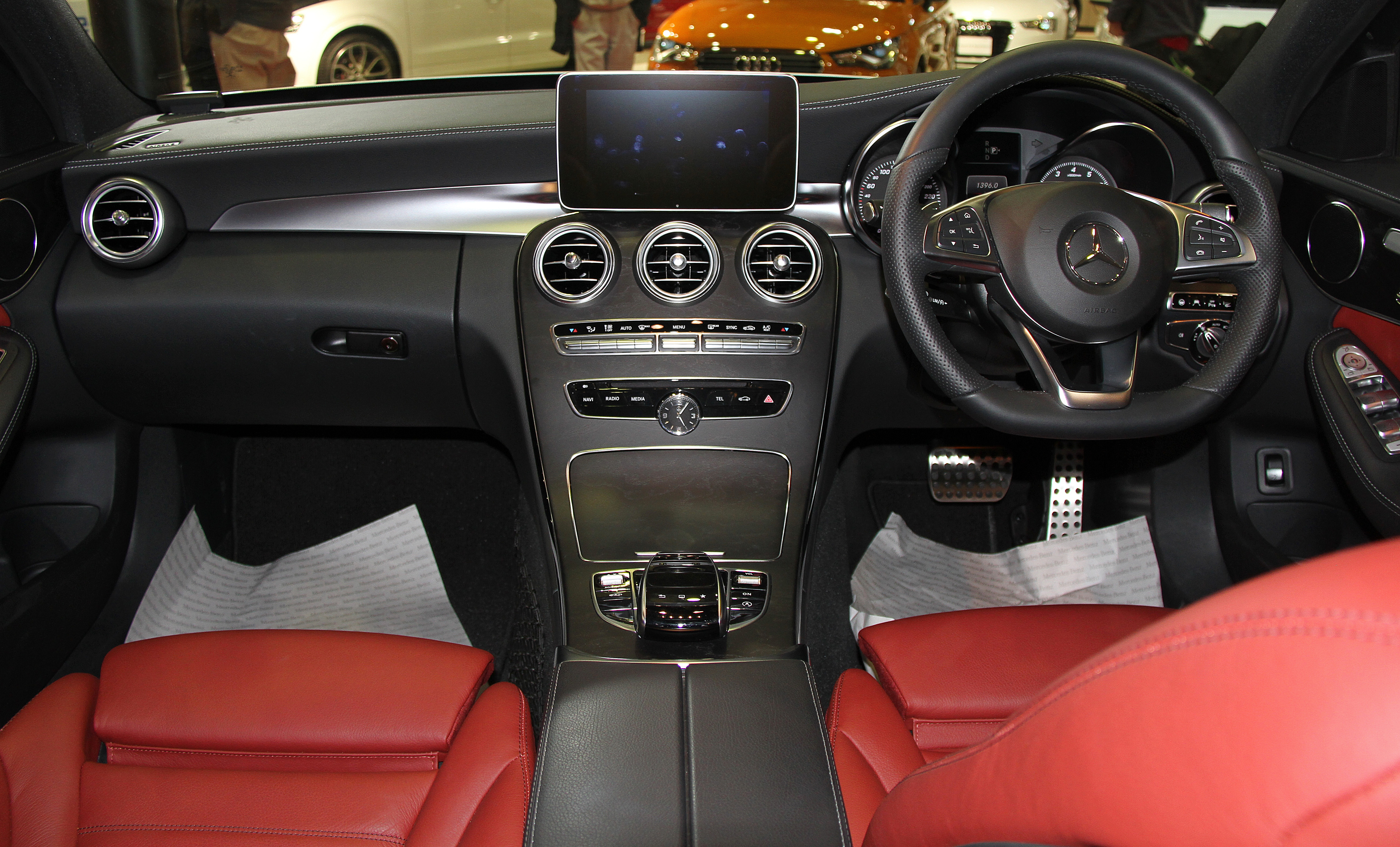
Gli interni di una Classe C W205

### Struttura, meccanica ed interni
La struttura della W205 fa uso di acciai altoresistenziali e leghe leggere: ciò ha permesso di ridurre il peso di circa 100 kg rispetto alla precedente Classe C. Le sospensioni prevedono all'anteriore un quadrilatero alto ad asse sterzante semivirtuale in alluminio e al posteriore un multilink a 5 bracci, con molle elicoidali ed ammortizzatori monotubo. A richiesta è però possibile avere, per la prima volta su una Classe C, le sospensioni pneumatiche AIRMATIC. Si tratta anche della prima volta in cui tali sospensioni debuttano su un'auto di segmento D. Potrebbe fare eccezione la Citroën C5, che però monta sospensioni idropneumatiche e non puramente pneumatiche. L'impianto frenante è a quattro dischi, autoventilanti all'avantreno e pieni al retrotreno.

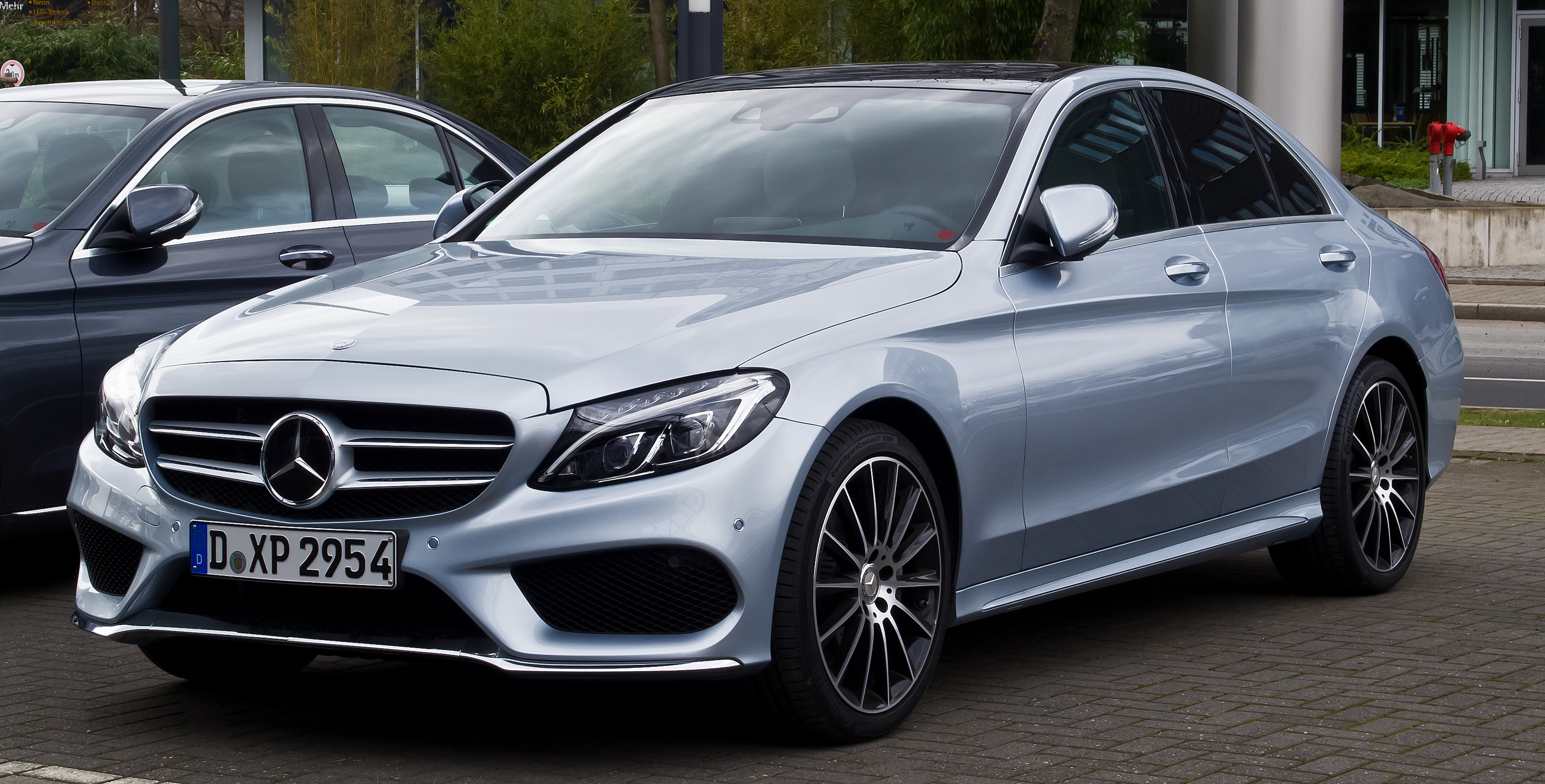
Classe C con pacchetto AMG Line; notare la griglia anteriore con la grande stella presente al centro anziché sul cofano motore

Al suo debutto la W205 è prevista in tre motorizzazioni, due a benzina ed una a gasolio:
- C180: come motorizzazione di base la W205 propone il motore M274 da 1595 cm3, con sovralimentazione mediante turbocompressore e potenza massima di 156 CV;
- C200: motorizzazione intermedia consistente in un motore sempre della famiglia M274, ma della cilindrata di 1991 cm3, anch'esso sovralimentato con turbocompressore e con potenza massima di 184 CV;
- C220 BlueTEC: la motorizzazione a gasolio consiste in un motore OM651 da 2143 cm3 con sovralimentazione bi-stadio, potenza massima di 170 CV e tecnologia BlueTEC per la riduzione delle emissioni.

Il cambio previsto di serie per le tre motorizzazioni è di tipo manuale a 6 marce, ma a richiesta è disponibile l'automatico 7G-TRONIC PLUS a 7 rapporti.

## Evoluzione
La commercializzazione della W205 è stata avviata il 4 febbraio 2014. La prima novità inerente alla serie 205 della Classe C si è avuta il 14 maggio, tre mesi dopo il lancio, quando presso lo stabilimento Daimler di Brema è stata presentata la versione station wagon, destinata in seguito a sostituire la precedente giardinetta su base W204, quando durante l'estate quest'ultima lascerà definitivamente i listini. Per quanto riguarda invece la berlina già in commercio, la gamma si è ampliata nel mese di giugno con l'arrivo di numerose nuove versioni, che per maggior chiarezza possono essere così riassumibili:
- C250, spinta dallo stesso motore della C200, ma con potenza portata da 184 a 211 CV;
- C180 BlueTEC, motorizzazione diesel di base, consistente nella unità OM626 da 1598 cm3, con potenza massima di 115 CV;
- C200 BlueTEC, stessa motorizzazione della C180 BlueTEC, ma con potenza portata da 115 a 136 CV;
- C220 BlueTEC BlueEFFICIENCY Edition, versione più parca nei consumi basata sulla C220 BlueTEC, con la potenza massima che scende da 170 a 163 CV;
- C250 BlueTEC, motorizzazione basata sulla C220 BlueTEC, ma con potenza salita da 170 a 204 CV;
- C300 BlueTEC Hybrid, prima Classe C nella storia con propulsione di tipo ibrido, in cui il motore a gasolio della C250 BlueTEC viene accoppiato ad un motore elettrico da 27 CV.

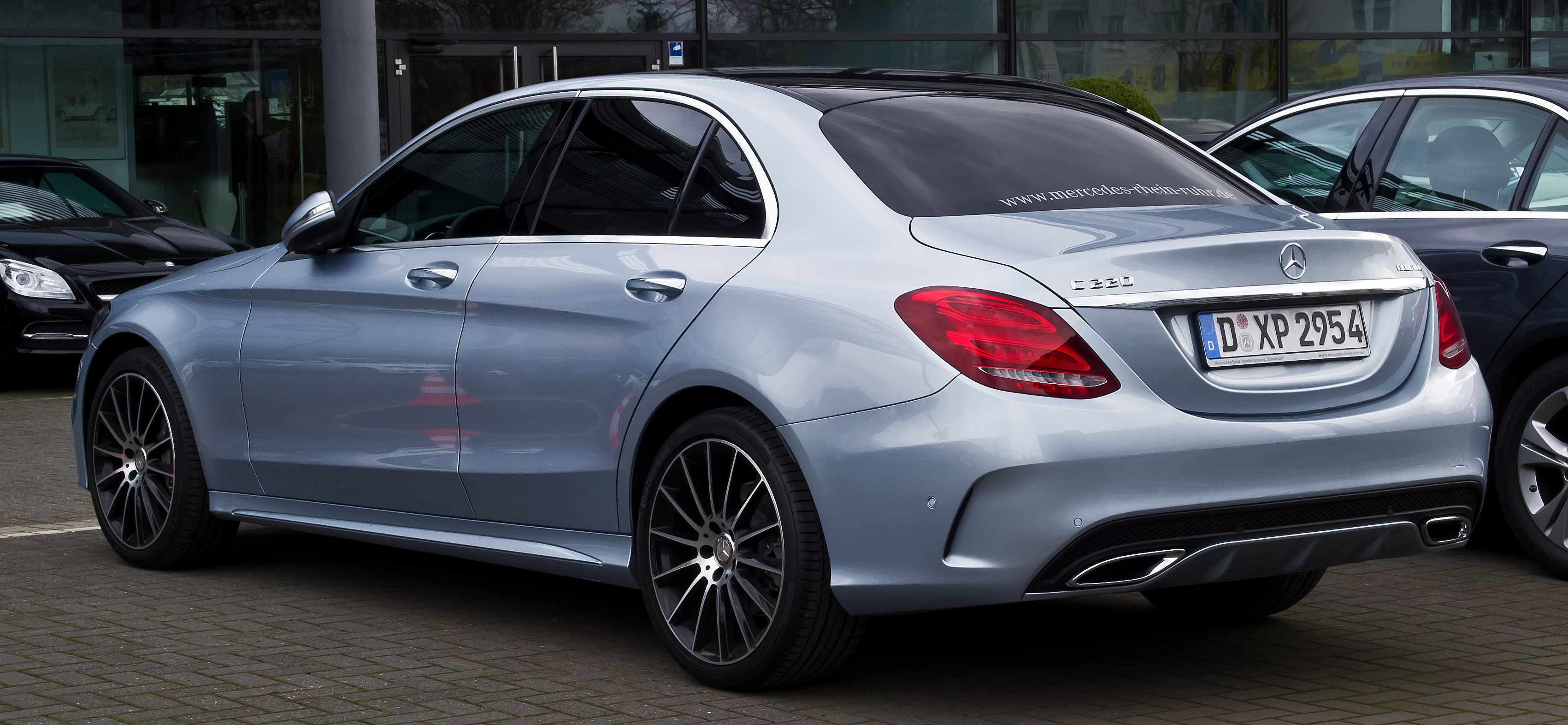
Retro di una C 220 BlueTEC AMG Line

Per quanto riguarda la C250 BlueTEC è prevista anche con la trazione integrale 4MATIC, mentre la versione C220 BlueTEC BlueEFFICIENCY Edition non è stata importata nel mercato italiano. La versione ibrida era caratterizzata da un bagagliaio dalla capacità ridotta a 435 litri a causa della presenza del pacco batterie.
Tra la fine dell'estate e la fine dell'autunno 2014 la gamma si estende con l'arrivo della C400 con motore 3 litri biturbo da 333 CV e delle versioni di punta AMG, ossia la C63 AMG con motore 4 litri sempre a doppia sovralimentazione ma con potenza di 476 CV e la C63 AMG S in cui lo stesso motore viene portato a 510 CV.
All'inizio del 2015, nella zona intermedia della gamma va ad inserirsi la C300, spinta da una nuova variante del 2 litri sovralimentato, che in questo caso arriva ad erogare fino a 245 CV. Un paio di mesi dopo, si ha l'ingresso nella gamma W205, rappresentato dalla nuova versione ibrida la C 350e, in cui stavolta è il 2 litri turbo benzina da 211 CV ad essere accoppiato ad un motore elettrico che in questo caso arriva ad erogare 82 CV di potenza massima. La potenza complessiva è di 279 CV e non è quindi risultante dalla somma delle due singole potenze massime, ma dalla combinazione di esse. Alla base della gamma, e solo per alcuni mercati, si ha l'arrivo della C 160, equipaggiata con una variante depotenziata a 129 CV del motore che già spinge la C 180. Queste novità di primavera furono completate con l'arrivo della trazione integrale anche per la C200 e per la C220 d, e con un cambio nel criterio di denominazione dei modelli a gasolio: fino a quel momento era stata utilizzata la sigla BlueTEC, ma dall'aprile 2015 in poi si utilizzerà solamente la lettera d, in linea in con altri modelli della casa tedesca. Così, per esempio, la C250 BlueTEC diventa semplicemente C250d. Un'altra significativa novità si ha nel giugno dello stesso anno, quando la gamma si amplia ulteriormente con l'arrivo della C450 AMG, equipaggiata con una versione più spinta del noto V6 biturbo da 3 litri, che in questo caso passa da 333 a 367 CV. In settembre si ha invece la presentazione della nuova versione coupé.

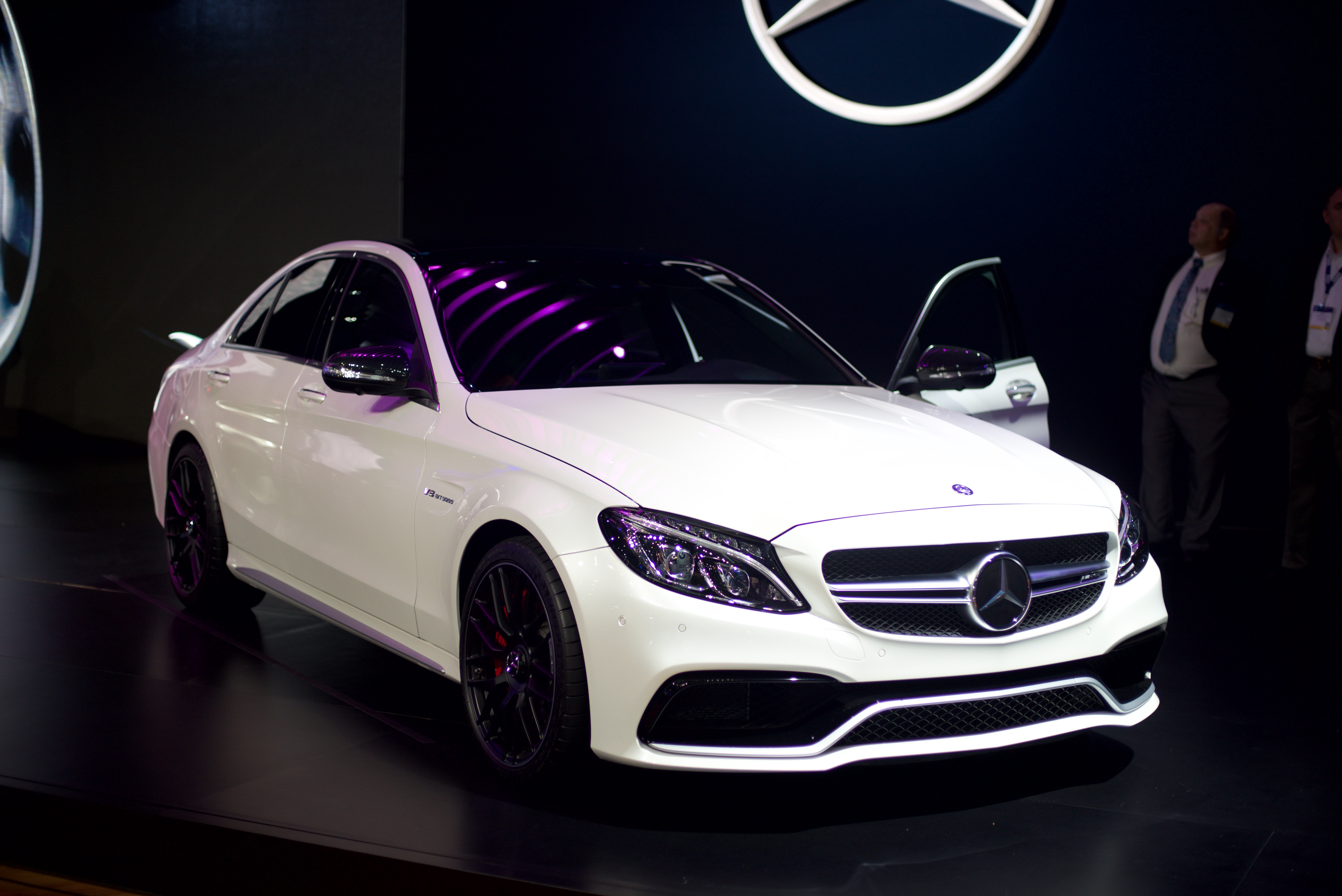
Una C63 AMG, versione ad alte prestazioni della gamma W205

Nell'estate del 2016, la C450 AMG cambia nome in alcuni mercati divenendo C43 AMG e nello stesso periodo si ha il lancio commerciale della versione cabriolet, prima Classe C con carrozzeria "aperta". In altri mercati, la berlina e la SW mantennero la denominazione originale.

### Restyling 2018
Nell'aprile del 2018 si ebbe il restyling di mezza età per la gamma W205: esteticamente, le modifiche furono molto limitate (paraurti e mascherina leggermente ridisegnati), mentre per quanto riguarda gli equipaggiamenti, la vettura fu dotata di nuovi fari anteriori con tecnologia "multibeam", ossia con 64 led azionabili separatamente in funzione del grado di visibilità su strade con illuminazione scarsa o assente. Altre novità furono il sistema di ingresso ed avviamento della vettura senza chiave. Per quanto riguarda la gamma motori vi furono cambiamenti sulle unità a benzina: la C 200 ricevette il nuovo motore M264 da 1497 cm3, sempre sovralimentato mediante turbocompressore e con potenza massima di 184 CV, ma che integrò stavolta anche la tecnologia ibrida leggera consistente nel montare un alternatore reversibile che aiuti la vettura nelle partenze da fermo o dalle basse velocità, entrando in funzione prima del motore termico. Tale alternatore reversibile erogava una potenza massima di 14 CV in aggiunta ai 184 CV del motore stesso. Contemporaneamente, la C 250 e le due versioni ibride a benzina e a gasolio furono tolte dal listino, mentre la C43 AMG vide la propria potenza passare da 367 a 390 CV. Infine, in molti mercati si ebbe la scomparsa dal listino del 1.6 turbo benzina da 129 e 156 CV.

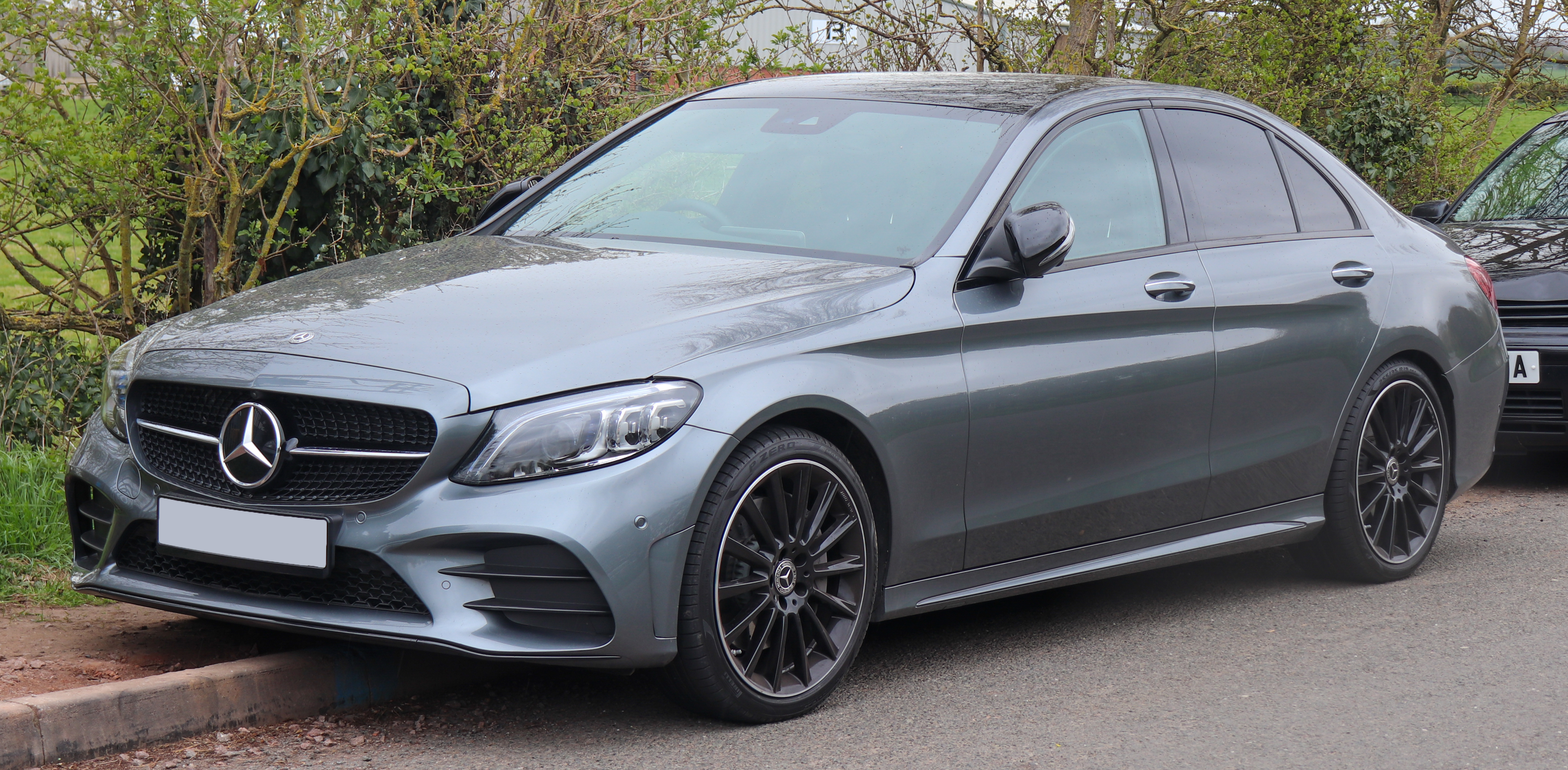
Mercedes-Benz C300 AMG Line restyling

Nel mese di luglio del 2018 vi furono nuovi aggiornamenti alla gamma motori, stavolta concentrati quasi del tutto sul fronte diesel: infatti, la C 180 d beneficiò dell'arrivo del nuovo motore OM654 da 1.6 litri con potenza di 122 CV. Lo stesso motore entrò anche nel cofano della C 200 d, ma in una versione portata a 160 CV di potenza massima. In alternativa a quest'ultimo motore, equipaggiato con un cambio manuale a 6 marce, si poteva ordinare la C 200 d con cambio automatico a 9 rapporti, che però montava un motore da 2 litri anziché da 1.6, e con potenza massima limitata a 150 CV. Quest'ultima versione fu disponibile solo in alcuni mercati. Infine, le vecchie versioni C 220 d e C 250 d furono sostituite dal nuovo 2 litri da 194 CV che equipaggiò la nuova C 220 d. In più venne introdotta la C 300 d, sia a trazione posteriore che integrale, ed equipaggiata con lo stesso motore della C 220 d, ma portato a 245 CV di potenza massima. Unica eccezione in questa serie di aggiornamenti ai motori diesel fu la C 300, che sempre a luglio ricevette il nuovo motore M264 da 2 litri e vide così la sua potenza lievitare da 245 a 258 CV.
Nel febbraio del 2021, con la presentazione della nuova generazione, codificata come W206, le versioni berlina e SW vengono cancellate dai listini, mentre rimasero le versioni coupé e cabriolet.

### La versione station wagon (S205)

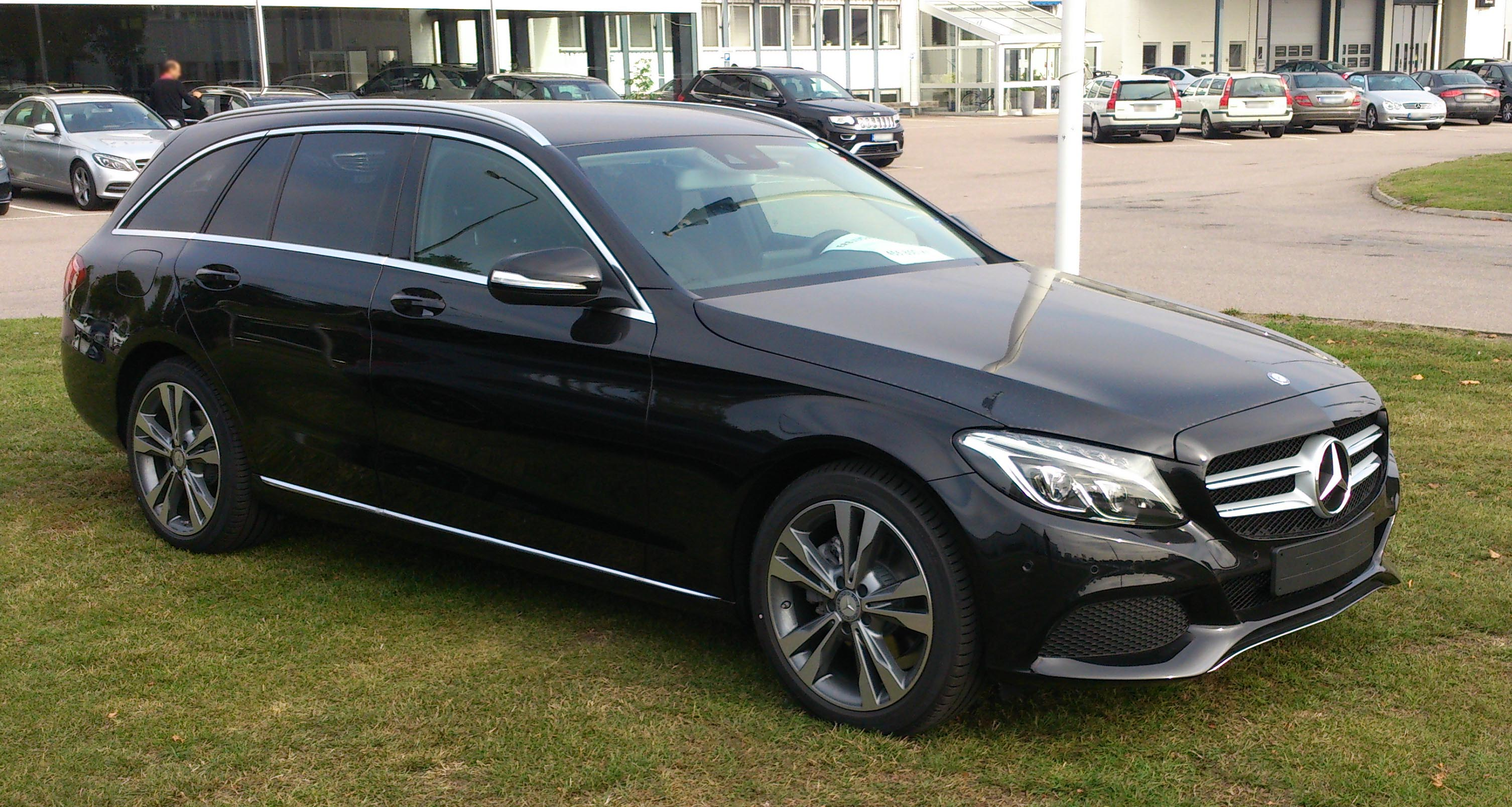
Una S205, ossia la W205 in versione station wagon

Presentata a maggio allo stabilimento Daimler di Brema ed introdotta nel mercato alla fine dell'estate, la nuova station wagon su base W205 (sigla S205) è andata a sostituire la precedente giardinetta proponendo un corpo vettura più grande, a tutto vantaggio dell'abitabilità, specie per i passeggeri posteriori. Partendo dal pianale della berlina, si è ottenuta una vettura dall'interasse maggiorato di 8 cm rispetto alla precedente edizione. Come anche nel caso della berlina, è stato fatto uso di materiali e tecnologie volti al contenimento del peso ed all'aumento della rigidità della struttura. Con l'aumento della misura del passo ne ha giovato principalmente l'abitacolo: la Classe C SW della serie 205 ha un bagagliaio poco più grande rispetto alla vecchia station wagon. In configurazione a 5 posti tutti in posizione si può disporre di 490 litri di capacità (contro i 485 litri della S204) ed abbattendo il divano si raggiungono 1510 litri contro i 1500 della precedente generazione.
Al suo debutto, la S205 è stata proposta in cinque motorizzazioni, riprese dalla gamma motori della berlina: sono presenti le tre motorizzazioni a benzina più i diesel 2.1 biturbo da 170 e 204 CV. Sono quindi escluse dalla gamma della station wagon la C180 BlueTEC, la C200 BlueTEC e la C300 BlueTEC Hybrid. Inizialmente, tutte le varianti motoristiche della station wagon sono state proposte unicamente a trazione posteriore. Ma nell'autunno del 2014 anche queste motorizzazioni diventano disponibili per la versione giardinetta, e così pure la trazione integrale. Contemporaneamente esordiscono le versioni C400 e C63 AMG. Anche le due versioni ibride, la 300h e la 350e, fanno parte della gamma S205. Il restyling della gamma W205 interessò anche la versione station wagon in egual misura. La serie S205 viene tolta dal listino nel febbraio 2021.

### La versione coupé (C205)

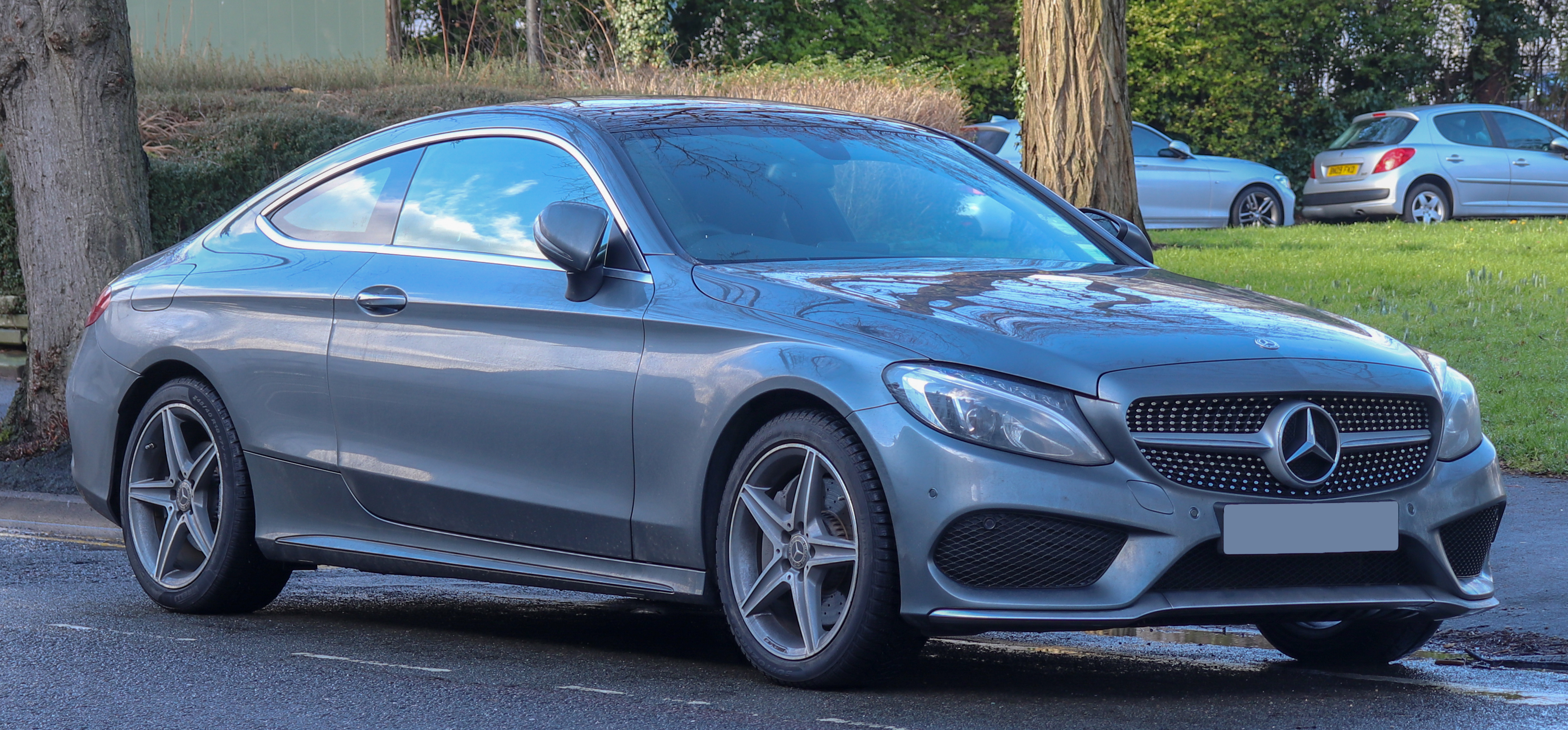
Una Mercedes-Benz Classe C Coupé

Nel mese di luglio sono apparse le prime foto relative agli ultimi test su strada dei prototipi camuffati, mentre le prime immagini ufficiali risalgono invece al mese di agosto.
La nuova generazione della Classe C Coupé prende la sigla C205, analogamente alla C204 basata sulla precedente generazione, ed è stata presentata ufficialmente al pubblico nel settembre 2015 al Salone di Francoforte. Rispetto al modello uscente, la C205 vanta una miglior abitabilità grazie ad una lunghezza superiore di 9,5 cm e ad una larghezza incrementata di 4. Dal punto di vista stilistico è evidente il richiamo al resto della gamma W205, con il frontale ripreso pari pari dalla berlina e dalla station wagon, mentre la coda assai sfuggente è maggiormente ispirata alla sportiva AMG GT ed alla grande coupé di lusso della Casa, ossia la Classe S Coupé, con i sottili gruppi ottici e sviluppati orizzontalmente caratterizzati in maniera analoga. Elemento caratteristico di tutte le coupé Mercedes-Benz prodotte nei precedenti quarant'anni, è l'assenza del montante centrale, una soluzione adottata anche nella coupé su base W205.
Al suo debutto la C205 è stata proposta in una gamma di motorizzazioni in gran parte riprese da quelle di berlina e station wagon e riassumibili come segue:
- C180 Coupé, dotata del già noto 1.6 turbo da 156 CV;
- C200 Coupé, C250 Coupé e C300 Coupé, spinte dal 2 litri turbo rispettivamente delle potenze di 184, 211 e 245 CV;
- C63 AMG e C63 AMG S, spinte dal V8 da 4 litri con potenze di 476 CV e 510 CV;
- C220d e C250d, versioni a gasolio equipaggiate con il 2.1 litri turbodiesel rispettivamente a 170 e 204 CV.

Inizialmente non viene quindi proposto il V6 biturbo da 3 litri, sia nella configurazione da 333 CV, sia in quella più recente da 367 CV, motorizzazioni che invece sono presenti nelle gamme della berlina e della station wagon. Assenti anche le motorizzazioni ibride ed i diesel da 116 e 136 CV. La coupé C205 ha anche debuttato senza alcuna versione a trazione integrale inclusa nella sua gamma.
Ma nel corso dell'estate del 2016 la gamma subisce un deciso ampliamento in concomitanza con il lancio della versione cabriolet: innanzitutto debuttano le versioni con motore V6 da 333 e 367 CV, fino a quel momento assenti dalla gamma. Contemporaneamente, venne anche introdotta la trazione integrale, disponibile a richiesta nei due modelli a gasolio e nelle C200, mentre era di serie nella C400 e nella C43 AMG. Il restyling del 2018 ridisegnò la gamma motori della coupé in maniera analoga a quanto già visto per berlina e SW, tranne per il fatto che l'unica versione a trazione integrale presente in gamma fu la C43 AMG 4MATIC. Con il pensionamento delle versioni berlina e SW, la coupé non lascia a sua volta il listino ma vi rimane ancora per qualche tempo.

### La versione cabriolet (A205)

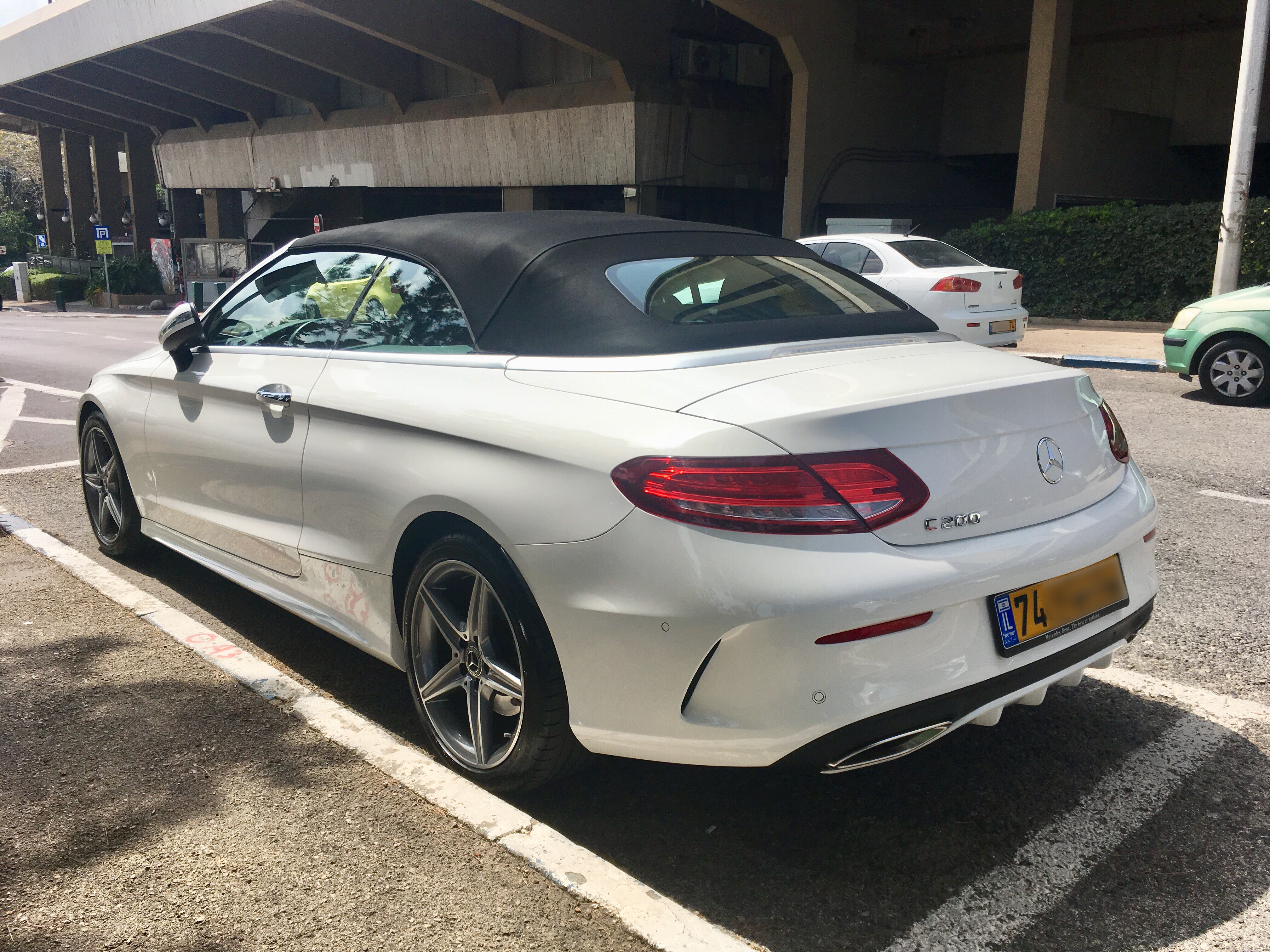
Mercedes-Benz C 200 cabriolet

Al Salone di Ginevra del 2016 venne presentata una novità assoluta: la Classe C Cabriolet. Si trattò di fatto della prima cabriolet a far parte della gamma della Classe C (ma non la prima cabriolet realizzata sul pianale di una Classe C: tale primato spetta invece alla prima generazione della CLK Cabriolet), mentre la scocca di derivazione era quella della coupé C205 lanciata l'anno prima. Anche dal punto di vista stilistico, la vettura si richiama nettamente alla versione coupé, dalla quale viene ripreso per esempio il disegno della coda, con i gruppi ottici allungati a sviluppo orizzontale. L'adozione di una capote in tela ha comportato giocoforza l'irrobustimento della scocca per garantire sempre un'adeguata rigidezza torsionale. Per questo motivo, la Classe C Cabriolet pesa all'incirca 125 kg in più rispetto alla coupé da cui deriva.

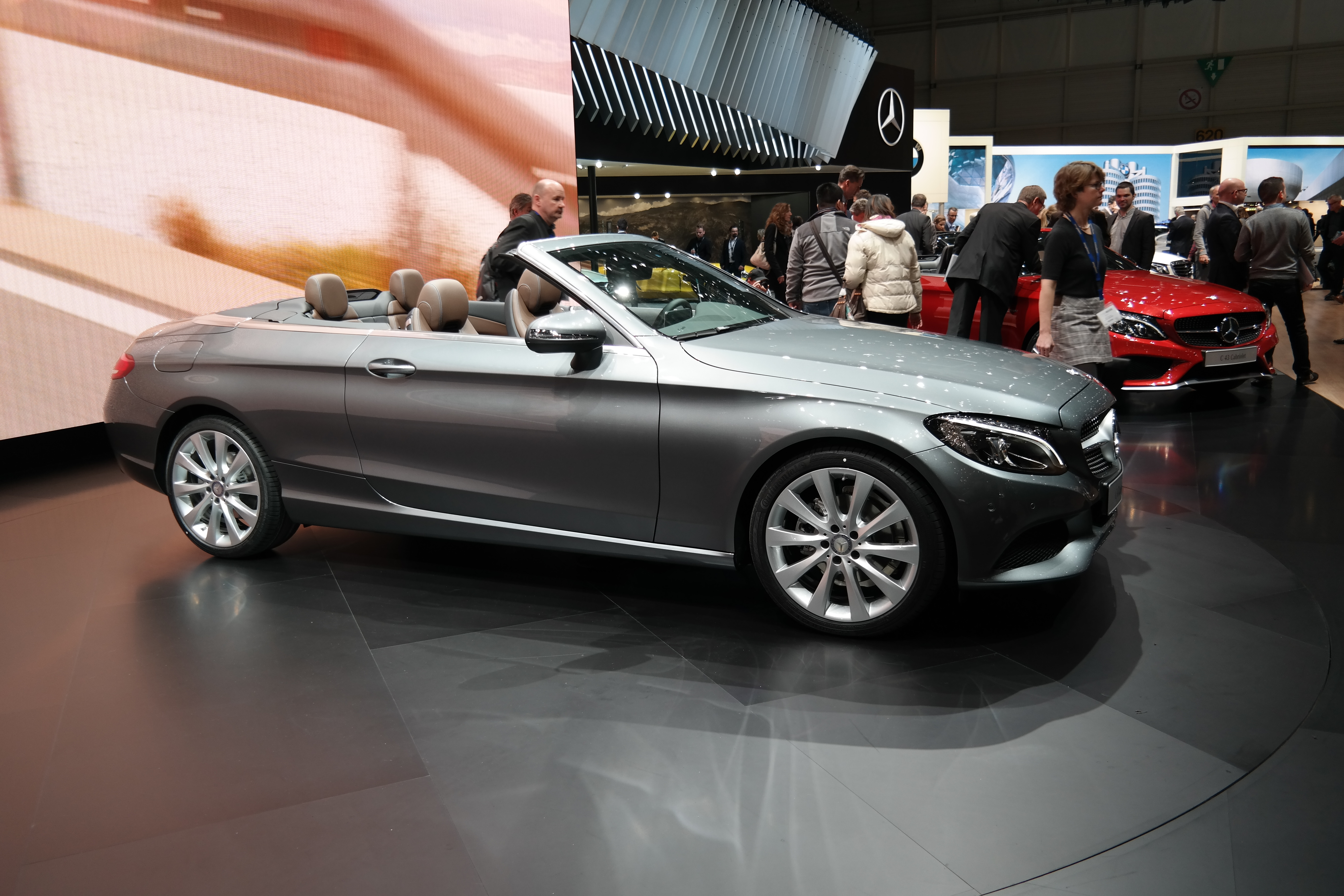
Una Classe C Cabriolet

Le prime ordinazioni per la Classe C Cabriolet si ebbero a partire dal luglio del 2016: le motorizzazioni con cui la nuova cabriolet venne prevista al suo debutto erano le stesse della coupé aggiornata proprio in quel periodo, e comprensive quindi anche delle versioni V6 da 333 e 367 CV, più le versioni a trazione integrale, anche in questo caso disponibile in abbinamento con le medesime motorizzazioni della coupé. Unica eccezione, la C250 d 4MATIC, non disponibile con carrozzeria "scoperta". Come nel caso della coupé, anche per la cabriolet, la gamma motori subì le stesse evoluzioni in occasione dell'aggiornamento di mezza età avvenuto nel 2018, compresa l'assenza di versioni integrali al di fuori della C43 AMG 4MATIC. Anche la cabriolet, come la coupé, non scompare dal listino con l'arrivo della nuova generazione W206, ma rimane in vendita ancora per qualche tempo.

## Tabella riepilogativa
Di seguito vengono riepilogate le caratteristiche delle varie versioni previste per la gamma W205. Le C 200 prodotte a partire dal 2018 disponevano di una tecnologia ibrida leggera con un alternatore reversibile da 14 CV. I dati relativi al motore si riferiscono però solo alla potenza del propulsore stesso.
| Modello | Carrozzeria | Sigla modello | Motore                                   | Cilindrata cm3 | Potenza CV/rpm  | Coppia Nm/rpm   | Trazione            | Cambio/ N°rapporti    | Massa a vuoto (kg) | Velocità max | Acceler. 0–100 km/h | Consumo (l/100 km) | Emissioni CO2/ (g/km) | Anni di produzione |
| Versioni a benzina |             |               |                                          |                |                 |                 |                     |                       |                    |              |                     |                    |                       |                    |
| C 160 | Berlina     | 205.044       | M274DE16AL                               | 1595           | 129/5000        | 210/ 1200-4000  | P o s t e r i o r e | Manuale 6 marce       | 1.395              | 216          | 9"6                 | 5,7                | 130                   | 05/2015-11/2019    |
| C 160 | SW          | 205.244       | M274DE16AL                               | 1595           | 129/5000        | 210/ 1200-4000  | P o s t e r i o r e | Manuale 6 marce       | 1.470              | 210          | 9"9                 | 5,7                | 132                   | 05/2015-11/2019    |
| C 180 | Berlina     | 205.040       | M274DE16AL                               | 1595           | 156/5300        | 250/ 1200-4000  | P o s t e r i o r e | Manuale 6 marce       | 1.395              | 225          | 8"2                 | 5,7                | 116                   | 02/2014-02/20211   |
| C 180 | SW          | 205.240       | M274DE16AL                               | 1595           | 156/5300        | 250/ 1200-4000  | P o s t e r i o r e | Manuale 6 marce       | 1.460              | 225          | 8"4                 | 5,8                | 116                   | 09/2014-02/20211   |
| C 180 | Coupé       | 205.340       | M274DE16AL                               | 1595           | 156/5300        | 250/ 1200-4000  | P o s t e r i o r e | Manuale 6 marce       | 1.400              | 225          | 8"5                 | 6                  | 135                   | dal 10/20151       |
| C 180 | Cabrio      | 205.440       | M274DE16AL                               | 1595           | 156/5300        | 250/ 1200-4000  | P o s t e r i o r e | Manuale 6 marce       | 1.525              | 222          | 8"9                 | 6,1                | 138                   | dal 07/20161       |
| C 200 | Berlina     | 205.042       | M274DE20AL                               | 1991           | 184/5500        | 300/ 1200-4000  | P o s t e r i o r e | Manuale 6 marce       | 1.370              | 237          | 7"5                 | 6,1                | 136                   | 02/2014-04/2018    |
| C 200 | Berlina     | 205.077       | M264E15DEHLA                             | 1497           | 1842/ 5800-6100 | 280/ 3000-4000  | P o s t e r i o r e | 9G-Tronic             | 1.430              | 239          | 7"7                 | 6                  | 136                   | 04/2018-02/2021    |
| C 200 | SW          | 205.242       | M274DE20AL                               | 1991           | 184/5500        | 300/ 1200-4000  | P o s t e r i o r e | Manuale 6 marce       | 1.420              | 237          | 7"7                 | 6                  | 135                   | 09/2014-04/2018    |
| C 200 | SW          | 205.277       | M264E15DEHLA                             | 1497           | 1842/ 5800-6100 | 280/ 3000-4000  | P o s t e r i o r e | 9G-Tronic             | 1.490              | 235          | 7"9                 | 6,3                | 142                   | 04/2018-02/2021    |
| C 200 | Coupé       | 205.342       | M274DE20AL                               | 1991           | 184/5500        | 300/ 1200-4000  | P o s t e r i o r e | Manuale 6 marce       | 1.430              | 237          | 7"7                 | 6,1                | 136                   | 10/2015-04/2018    |
| C 200 | Coupé       | 205.377       | M264E15DEHLA                             | 1497           | 1842/ 5800-6100 | 280/ 3000-4000  | P o s t e r i o r e | 9G-Tronic             | 1.430              | 239          | 7"9                 | 6,1                | 140                   | dal 04/2018        |
| C 200 | Cabrio      | 205.442       | M274DE20AL                               | 1991           | 184/5500        | 300/ 1200-4000  | P o s t e r i o r e | Manuale 6 marce       | 1.570              | 235          | 8"2                 | 6,1                | 139                   | 07/2016-04/2018    |
| C 200 | Cabrio      | 205.477       | M264E15DEHLA                             | 1497           | 1842/ 5800-6100 | 280/ 3000-4000  | P o s t e r i o r e | 9G-Tronic             | 1.570              | 235          | 8"5                 | 6,5                | 145                   | dal 04/2018        |
| C 200 4MATIC3 | Berlina     | 205.043       | M274DE20AL                               | 1991           | 184/5500        | 300/ 1200-4000  | I n t e g r a l e   | 7G-Tronic Plus        | 1.470              | 229          | 7"6                 | 6,5                | 141                   | 05/2015-06/2016    |
| C 200 4MATIC3 | Berlina     | 205.043       | M274DE20AL                               | 1991           | 184/5500        | 300/ 1200-4000  | I n t e g r a l e   | 9G-Tronic             | 1.470              | 234          | 7"4                 | 8,1                | 153                   | 06/2016-04/2018    |
| C 200 4MATIC3 | Berlina     | 205.078       | M264E15DEHLA                             | 1497           | 1842/ 5800-6100 | 280/ 3000-4000  | I n t e g r a l e   | 9G-Tronic             | 1.520              | -            | 8"1                 | 7,3                | 167                   | 04/2018-02/2021    |
| C 200 4MATIC3 | SW          | 205.243       | M274DE20AL                               | 1991           | 184/5500        | 300/ 1200-4000  | I n t e g r a l e   | 7G-Tronic             | 1.530              | 227          | 7"8                 | 6,4                | 143                   | 05/2015-06/2016    |
| C 200 4MATIC3 | SW          | 205.243       | M274DE20AL                               | 1991           | 184/5500        | 300/ 1200-4000  | I n t e g r a l e   | 9G-Tronic             | 1.530              | 229          | 7"6                 | 7,2                | 155                   | 06/2016-04/2018    |
| C 200 4MATIC3 | SW          | 205.278       | M264E15DEHLA                             | 1497           | 1842/ 5800-6100 | 280/ 3000-4000  | I n t e g r a l e   | 9G-Tronic             | 1.530              | 234          | 8"1                 | 7,4                | 152                   | 04/2018-02/2021    |
| C 200 4MATIC3 | Coupé       | 205.343       | M274DE20AL                               | 1991           | 184/5500        | 300/ 1200-4000  | I n t e g r a l e   | 9G-Tronic             | 1.470              | 229          | 7"9                 | 6,8                | 153                   | 07/2016-04/2018    |
| C 200 4MATIC3 | Coupé       | 205.378       | M264E15DEHLA                             | 1497           | 1842/ 5800-6100 | 280/ 3000-4000  | I n t e g r a l e   | 9G-Tronic             | 1.470              | 234          | 8"4                 | 7,7                | 150                   | dal 04/2018        |
| C 200 4MATIC3 | Cabrio      | 205.443       | M274DE20AL                               | 1991           | 184/5500        | 300/ 1200-4000  | I n t e g r a l e   | 9G-Tronic             | 1.650              | 227          | 8"                  | 7,2                | 166                   | 07/2016-04/2018    |
| C 200 4MATIC3 | Cabrio      | 205.478       | M264E15DEHLA                             | 1497           | 1842/ 5800-6100 | 280/ 3000-4000  | I n t e g r a l e   | 9G-Tronic             | 1.650              | 230          | 8"8                 | 7,6                | 156                   | dal 04/2018        |
| C 250 | Berlina     | 205.045       | M274DE20AL                               | 1991           | 211/5500        | 350/ 1200-4000  | P o s t e r i o r e | 7G-Tronic             | 1.405              | 250          | 6"6                 | 6,1                | 135                   | 06/2014-06/2016    |
| C 250 | Berlina     | 205.045       | M274DE20AL                               | 1991           | 211/5500        | 350/ 1200-4000  | P o s t e r i o r e | 9G-Tronic             | 1.405              | 250          | 6"5                 | 5,9                | 128                   | 06/2016-04/2018    |
| C 250 | SW          | 205.245       | M274DE20AL                               | 1991           | 211/5500        | 350/ 1200-4000  | P o s t e r i o r e | 7G-Tronic             | 1.470              | 244          | 6"8                 | 6,3                | 140                   | 09/2014-06/2016    |
| C 250 | SW          | 205.245       | M274DE20AL                               | 1991           | 211/5500        | 350/ 1200-4000  | P o s t e r i o r e | 9G-Tronic             | 1.470              | 244          | 6"6                 | 6,2                | 133                   | 06/2016-04/2018    |
| C 250 | Coupé       | 205.345       | M274DE20AL                               | 1991           | 211/5500        | 350/ 1200-4000  | P o s t e r i o r e | 7G-Tronic             | 1.465              | 250          | 6"8                 | 6                  | 125                   | 10/2015-06/2016    |
| C 250 | Coupé       | 205.345       | M274DE20AL                               | 1991           | 211/5500        | 350/ 1200-4000  | P o s t e r i o r e | 9G-Tronic             | 1.465              | 250          | 6"8                 | 6                  | 130                   | 06/2016-04/2018    |
| C 250 | Cabrio      | 205.445       | M274DE20AL                               | 1991           | 211/5500        | 350/ 1200-4000  | P o s t e r i o r e | 9G-Tronic             | 1.590              | 244          | 6"9                 | 6,5                | 142                   | 07/2016-06/2018    |
| C300 | Berlina3    | 205.048       | M274DE20AL                               | 1991           | 245/5550        | 370/ 1300-4000  | P o s t e r i o r e | 7G-Tronic Plus        | 1.445              | 250          | 5"9                 | 6,6                | 146                   | 01/2015-06/2016    |
| C300 | Berlina3    | 205.048       | M274DE20AL                               | 1991           | 245/5550        | 370/ 1300-4000  | P o s t e r i o r e | 9G-Tronic             | 1.455              | 250          | 5"9                 | 6,6                | 143                   | 06/2016-06/2018    |
| C300 | Berlina3    | 205.083       | M264E20DEAL                              | 1991           | 2582/ 5800-6100 | 370/ 1800-4000  | P o s t e r i o r e | 9G-Tronic             | 1.480              | 250          | 5"9                 | 6,9                | 148                   | 06/2018-02/2021    |
| C300 | SW3         | 205.248       | M274DE20AL                               | 1991           | 245/5550        | 370/ 1300-4000  | P o s t e r i o r e | 7G-Tronic             | 1.510              | 250          | 6"1                 | 6,7                | 149                   | 01/2015-06/2016    |
| C300 | SW3         | 205.248       | M274DE20AL                               | 1991           | 245/5550        | 370/ 1300-4000  | P o s t e r i o r e | 9G-Tronic             | 1.520              | 250          | 6"1                 | 6,8                | 146                   | 06/2016-06/2018    |
| C300 | SW3         | 205.283       | M264E20DEAL                              | 1991           | 2582/ 5800-6100 | 370/ 1800-4000  | P o s t e r i o r e | 9G-Tronic             | 1.535              | 250          | 6"                  | 6,9                | 150                   | 06/2018-02/2021    |
| C300 | Coupé       | 205.348       | M274DE20AL                               | 1991           | 245/5550        | 370/ 1300-4000  | P o s t e r i o r e | 7G-Tronic             | 1.490              | 250          | 6"                  | 6,3                | 146                   | 10/2015-06/2016    |
| C300 | Coupé       | 205.348       | M274DE20AL                               | 1991           | 245/5550        | 370/ 1300-4000  | P o s t e r i o r e | 9G-Tronic             | 1.490              | 250          | 6"                  | 6,7                | 143                   | 06/2016-06/2018    |
| C300 | Coupé       | 205.383       | M264E20DEAL                              | 1991           | 2582/ 5800-6100 | 370/ 1800-4000  | P o s t e r i o r e | 9G-Tronic             | 1.525              | 250          | 6"                  | 6,8                | 147                   | dal 06/2018        |
| C300 | Cabrio      | 205.448       | M274DE20AL                               | 1991           | 184/5500        | 300/ 1200-4000  | P o s t e r i o r e | 9G-Tronic             | 1.615              | 250          | 6"4                 | 7                  | 151                   | 07/2016-06/2018    |
| C300 | Cabrio      | 205.483       | M264E20DEAL                              | 1991           | 2582/ 5800-6100 | 370/ 1800-4000  | P o s t e r i o r e | 9G-Tronic             | 1.660              | 250          | 6"2                 | 7,1                | 153                   | dal 06/2018        |
| C400 4MATIC | Berlina     | 205.066       | M276DE30AL                               | 2996           | 333/ 5250-6000  | 480/ 1400-4000  | I n t e g r a l e   | 7G-Tronic Plus        | 1.570              | 250          | 5"2                 | 7,3                | 170                   | 08/2014-04/2016    |
| C400 4MATIC | Berlina     | 205.066       | M276DE30AL                               | 2996           | 333/ 5250-6000  | 480/ 1400-4000  | I n t e g r a l e   | 9G-Tronic             | 1.570              | 250          | 4"9                 | 8                  | 172                   | 04/2016-02/2021    |
| C400 4MATIC | SW          | 205.266       | M276DE30AL                               | 2996           | 333/ 5250-6000  | 480/ 1400-4000  | I n t e g r a l e   | 7G-Tronic Plus        | 1.660              | 250          | 5"                  | 7,4                | 173                   | 11/2014-04/2016    |
| C400 4MATIC | SW          | 205.266       | M276DE30AL                               | 2996           | 333/ 5250-6000  | 480/ 1400-4000  | I n t e g r a l e   | 9G-Tronic             | 1.660              | 250          | 5"                  | 8,2                | 174                   | 04/2016-02/2021    |
| C400 4MATIC | Coupé       | 205.366       | M276DE30AL                               | 2996           | 333/ 5250-6000  | 480/ 1400-4000  | I n t e g r a l e   | 9G-Tronic Plus        | 1.600              | 250          | 4"9                 | 7,6                | 172                   | dal 07/2016        |
| C400 4MATIC | Cabrio      | 205.466       | M276DE30AL                               | 2996           | 333/ 5250-6000  | 480/ 1400-4000  | I n t e g r a l e   | 9G-Tronic Plus        | 1.730              | 250          | 5"2                 | 8,2                | 184                   | dal 07/2016        |
| C450 AMG 4MATIC4 | Berlina     | 205.064       | M276DE30AL                               | 2996           | 367/ 5500-6000  | 520/ 2000-4200  | I n t e g r a l e   | 7G-Tronic             | 1.615              | 250          | 4"9                 | 8,2                | 183                   | 06/2015-06/2016    |
| C450 AMG 4MATIC4 | SW          | 205.264       | M276DE30AL                               | 2996           | 367/ 5500-6000  | 520/ 2000-4200  | I n t e g r a l e   | 7G-Tronic             | 1.660              | 250          | 5"                  | 8,3                | 185                   | 06/2015-06/2016    |
| C43 AMG 4MATIC | Berlina     | 205.064       | M276DE30AL                               | 2996           | 367/ 5500-6000  | 520/ 2000-4200  | I n t e g r a l e   | 9G-Tronic             | 1.615              | 250          | 4"9                 | 7,6                | 178                   | 07/2016-04/2018    |
| C43 AMG 4MATIC | Berlina     | 205.064       | M276DE30AL                               | 2996           | 390/ 5500       | 520/ 2500-5000  | I n t e g r a l e   | 9G-Tronic             | 1.630              | 250          | 4"7                 | 9,4                | 213                   | 04/2018-02/2021    |
| C43 AMG 4MATIC | SW          | 205.264       | M276DE30AL                               | 2996           | 367/ 5500-6000  | 520/ 2000-4200  | I n t e g r a l e   | 9G-Tronic             | 1.660              | 250          | 5"                  | 7,7                | 180                   | 07/2016-04/2018    |
| C43 AMG 4MATIC | SW          | 205.264       | M276DE30AL                               | 2996           | 390/ 5500       | 520/ 2500-5000  | I n t e g r a l e   | 9G-Tronic             | 1.685              | 250          | 4"9                 | 9,7                | 219                   | 04/2018-02/2021    |
| C43 AMG 4MATIC | Coupé       | 205.364       | M276DE30AL                               | 2996           | 367/ 5500-6000  | 520/ 2000-4200  | I n t e g r a l e   | 9G-Tronic             | 1.660              | 250          | 4"7                 | 7,9                | 178                   | 07/2016-04/2018    |
| C43 AMG 4MATIC | Coupé       | 205.364       | M276DE30AL                               | 2996           | 390/ 5500       | 520/ 2500-5000  | I n t e g r a l e   | 9G-Tronic             | 1.660              | 250          | 4"7                 | 9,2                | 212                   | dal 04/2018        |
| C43 AMG 4MATIC | Cabrio      | 205.464       | M276DE30AL                               | 2996           | 367/ 5500-6000  | 520/ 2000-4200  | I n t e g r a l e   | 9G-Tronic             | 1.795              | 250          | 4"8                 | 8,4                | 190                   | 07/2016-04/2018    |
| C43 AMG 4MATIC | Cabrio      | 205.464       | M276DE30AL                               | 2996           | 390/ 5500       | 520/ 2500-5000  | I n t e g r a l e   | 9G-Tronic             | 1.795              | 250          | 4"8                 | 9,6                | 218                   | dal 04/2018        |
| C63 AMG | berlina     | 205.086       | M177DE40AL                               | 3982           | 476/ 5500-6250  | 650/ 1750-4500  | P o s t e r i o r e | AMG Speedshift MCT    | 1.710              | 250          | 4"2                 | 8,2                | 192                   | 11/2014-10/2020    |
| C63 AMG | SW          | 205.286       | M177DE40AL                               | 3982           | 476/ 5500-6250  | 650/ 1750-4500  | P o s t e r i o r e | AMG Speedshift MCT    | 1.710              | 250          | 4"2                 | 8,4                | 196                   | 11/2014-10/2020    |
| C63 AMG | Coupé       | 205.386       | M177DE40AL                               | 3982           | 476/ 5500-6250  | 650/ 1750-4500  | P o s t e r i o r e | AMG Speedshift MCT    | 1.710              | 250          | 4"                  | 8,7                | 200                   | dall'11/2014       |
| C63 AMG | Cabrio      | 205.486       | M177DE40AL                               | 3982           | 476/ 5500-6250  | 650/ 1750-4500  | P o s t e r i o r e | AMG Speedshift MCT    | 1.835              | 250          | 4"2                 | 9                  | 208                   | dall'11/2014       |
| C63 AMG S | berlina     | 205.087       | M177DE40AL                               | 3982           | 510/ 5500-6250  | 700/ 1750-4500  | P o s t e r i o r e | AMG Speedshift MCT    | 1.725              | 290          | 4"1                 | 8,4                | 192                   | 11/2014-02/2021    |
| C63 AMG S | SW          | 205.287       | M177DE40AL                               | 3982           | 510/ 5500-6250  | 700/ 1750-4500  | P o s t e r i o r e | AMG Speedshift MCT    | 1.725              | 290          | 4"1                 | 9                  | 196                   | 11/2014-02/2021    |
| C63 AMG S | Coupé       | 205.387       | M177DE40AL                               | 3982           | 510/ 5500-6250  | 700/ 1750-4500  | P o s t e r i o r e | AMG Speedshift MCT    | 1.725              | 290          | 3"9                 | 8,7                | 200                   | dall'11/2014       |
| C63 AMG S | Cabrio      | 205.487       | M177DE40AL                               | 3982           | 510/ 5500-6250  | 700/ 1750-4500  | P o s t e r i o r e | AMG Speedshift MCT    | 1.850              | 280          | 4"1                 | 9                  | 208                   | dall'11/2014       |
| Versioni a gasolio5 |             |               |                                          |                |                 |                 |                     |                       |                    |              |                     |                    |                       |                    |
| C 180 d | Berlina     | 205.036       | OM626DE16LA red.                         | 1598           | 115/ 3000-4600  | 280/ 1500-2800  | P o s t e r i o r e | Manuale 6 marce       | 1.410              | 205          | 11"1                | 4,3                | 109                   | 06/2014-07/2018    |
| C 180 d | Berlina     | 205.000       | OM654DE16G SCR red.                      | 1597           | 122/3800        | 300/ 1400-2800  | P o s t e r i o r e | 9G-Tronic             | 1.490              | 207          | 9"4                 | 4,3                | 112                   | 07/2018-02/2021    |
| C 180 d | SW          | 205.236       | OM626DE16LA red.                         | 1598           | 115/ 3000-4600  | 280/ 1500-2800  | P o s t e r i o r e | Manuale 6 marce       | 1.475              | 201          | 11"5                | 4,4                | 112                   | 11/2014-07/2018    |
| C 180 d | SW          | 205.200       | OM654DE16G SCR red.                      | 1597           | 122/3800        | 300/ 1400-2800  | P o s t e r i o r e | 9G-Tronic             | 1.540              | 201          | 9"6                 | 4,4                | 114                   | 07/2018-02/2021    |
| C 200 d | Berlina     | 205.037       | OM626DE16LA                              | 1598           | 136/3800        | 300/ 1500-3000  | P o s t e r i o r e | Manuale 6 marce       | 1.410              | 218          | 9"7                 | 4,2                | 109                   | 06/2014-07/2018    |
| C 200 d | Berlina     | 205.001       | OM654DE16G SCR                           | 1597           | 160/3800        | 360/ 1600-2600  | P o s t e r i o r e | Manuale 6 marce       | 1.480              | 226          | 8"5                 | 4,3                | 108                   | 07/2018-02/2021    |
| C 200 d | SW          | 205.237       | OM626DE16LA                              | 1598           | 136/3800        | 300/ 1500-3000  | P o s t e r i o r e | Manuale 6 marce       | 1.475              | 214          | 10"1                | 4,3                | 114                   | 11/2014-07/2018    |
| C 200 d | SW          | 205.201       | OM654DE16G SCR                           | 1597           | 160/3800        | 360/ 1600-2600  | P o s t e r i o r e | Manuale 6 marce       | 1.530              | 220          | 8"7                 | 4,3                | 111                   | 07/2018-02/2021    |
| C 200 d aut. | Berlina     | -             | OM654DE20G SCR                           | 1950           | 150/ 3200-4800  | 360/ 1400-2800  | P o s t e r i o r e | 9G-Tronic             | 1.510              | 222          | 8"1                 | 4,6                | 117                   | 07/2018-02/2021    |
| C 200 d aut. | SW          | -             | OM654DE20G SCR                           | 1950           | 150/ 3200-4800  | 360/ 1400-2800  | P o s t e r i o r e | 9G-Tronic             | 1.570              | 216          | 8"4                 | 4,8                | 123                   | 07/2018-02/2021    |
| C220 d BlueEFFICIENCY Edition3 | Berlina     | -             | OM651DE22LA                              | 2143           | 163/ 3000-4200  | 400/ 1400-2800  | P o s t e r i o r e | 7G-TRONIC             | 1.430              | 233          | 7"4                 | 4,6                | 115                   | 06/2014-01/20164   |
| C220 d | Berlina     | 205.004       | OM651DE22LA                              | 2143           | 170/ 3000-4200  | 400/ 1400-2800  | P o s t e r i o r e | Manuale a 6 marce6    | 1.475              | 234          | 8"1                 | 4                  | 103                   | 02/2014-07/2018    |
| C220 d | Berlina     | 205.014       | OM654DE20G SCR                           | 1950           | 194/ 3000-4200  | 400/ 1600-2800  | P o s t e r i o r e | 9G-Tronic             | 1.510              | 240          | 6"9                 | 4,6                | 117                   | 07/2018-02/2021    |
| C220 d | SW          | 205.204       | OM651DE22LA                              | 2143           | 170/ 3000-4200  | 400/ 1400-2800  | P o s t e r i o r e | Manuale a 6 marce6    | 1.520              | 230          | 7"9                 | 4                  | 108                   | 09/2014-07/2018    |
| C220 d | SW          | 205.214       | OM654DE20G SCR                           | 1950           | 194/ 3000-4200  | 400/ 1600-2800  | P o s t e r i o r e | 9G-Tronic             | 1.570              | 233          | 7"                  | 4,8                | 123                   | 07/2018-02/2021    |
| C220 d | Coupé       | 205.304       | OM651DE22LA                              | 2143           | 170/ 3000-4200  | 400/ 1400-2800  | P o s t e r i o r e | Manuale a 6 marce6    | 1.530              | 234          | 7"8                 | 4,1                | 106                   | 10/2015-07/2018    |
| C220 d | Coupé       | 205.314       | OM654DE20G SCR                           | 1950           | 194/ 3000-4200  | 400/ 1600-2800  | P o s t e r i o r e | 9G-Tronic             | 1.530              | 240          | 7"                  | 4,7                | 121                   | dal 07/2018        |
| C220 d | Cabrio      | 205.404       | OM651DE22LA                              | 2143           | 170/ 3000-4200  | 400/ 1400-2800  | P o s t e r i o r e | Manuale a 6 marce6    | 1.660              | 231          | 8"3                 | 4,5                | 119                   | 07/2016-07/2018    |
| C220 d | Cabrio      | 205.414       | OM654DE20G SCR                           | 1950           | 194/ 3000-4200  | 400/ 1600-2800  | P o s t e r i o r e | 9G-Tronic             | 1.660              | 233          | 7"5                 | 4,9                | 126                   | dal 07/2018        |
| C220 d 4MATIC | Berlina     | 205.005       | OM651DE22LA                              | 2143           | 170/ 3000-4200  | 400/ 1400-2800  | I n t e g r a l e   | 9G-Tronic             | 1.560              | 228          | 7"7                 | 4,9                | 127                   | 05/2015-07/2018    |
| C220 d 4MATIC | Berlina     | 205.015       | OM654DE20G SCR                           | 1950           | 194/ 3000-4200  | 400/ 1600-2800  | I n t e g r a l e   | 9G-Tronic             | 1.590              | 233          | 6"9                 | 5,4                | 137                   | 07/2018-02/2021    |
| C220 d 4MATIC | SW          | 205.205       | OM651DE22LA                              | 2143           | 170/ 3000-4200  | 400/ 1400-2800  | I n t e g r a l e   | 9G-Tronic             | 1.620              | 225          | 7"7                 | 5                  | 129                   | 05/2015-07/2018    |
| C220 d 4MATIC | SW          | 205.215       | OM654DE20G SCR                           | 1950           | 194/ 3000-4200  | 400/ 1600-2800  | I n t e g r a l e   | 9G-Tronic             | 1.645              | 228          | 7"4                 | 5,2                | 132                   | 07/2018-02/2021    |
| C220 d 4MATIC | Coupé       | 205.305       | OM651DE22LA                              | 2143           | 170/ 3000-4200  | 400/ 1400-2800  | I n t e g r a l e   | 9G-Tronic             | 1.595              | 230          | 7"6                 | 4,6                | 122                   | 10/2015-07/2018    |
| C220 d 4MATIC | Cabrio      | 205.405       | OM651DE22LA                              | 2143           | 170/ 3000-4200  | 400/ 1400-2800  | I n t e g r a l e   | 9G-Tronic             | 1.730              | 225          | 8"1                 | 5,2                | 134                   | 07/2016-07/2018    |
| C250 d | Berlina     | 205.008       | OM651DE22LA                              | 2143           | 204/3800        | 500/ 1600-1800  | Post.               | 7G-TRONIC             | 1.520              | 247          | 6"6                 | 4,7                | 109                   | 06/2014-07/2018    |
| C250 d | SW          | 205.208       | OM651DE22LA                              | 2143           | 204/3800        | 500/ 1600-1800  | Post.               | 7G-TRONIC             | 1.585              | 247          | 6"9                 | 4,7                | 109                   | 09/2014-07/2018    |
| C250 d | Coupé       | 205.308       | OM651DE22LA                              | 2143           | 204/3800        | 500/ 1600-1800  | Post.               | 9G-TRONIC             | 1.570              | 247          | 6"7                 | 4,2                | 109                   | 10/2015-07/2018    |
| C250 d | Cabrio      | 205.408       | OM651DE22LA                              | 2143           | 204/3800        | 500/ 1600-1800  | Post.               | 9G-TRONIC             | 1.665              | 243          | 7"2                 | 4,8                | 123                   | 07/2016-07/2018    |
| C250 d 4MATIC | Berlina     | 205.009       | OM651DE22LA                              | 2143           | 204/3800        | 500/ 1600-1800  | Int.                | 9G-TRONIC             | 1.585              | 240          | 6"9                 | 5,3                | 134                   | 06/2014-07/2018    |
| C250 d 4MATIC | SW          | 205.209       | OM651DE22LA                              | 2143           | 204/3800        | 500/ 1600-1800  | Int.                | 9G-TRONIC             | 1.635              | 235          | 7"2                 | 5                  | 131                   | 11/2014-07/2018    |
| C250 d 4MATIC | Coupé       | 205.309       | OM651DE22LA                              | 2143           | 204/3800        | 500/ 1600-1800  | Int.                | 9G-TRONIC             | 1.610              | 240          | 6"9                 | 4,6                | 122                   | 10/2015-07/2018    |
| C 300 d | Berlina     | 205.018       | OM654DE20G SCR                           | 1950           | 245/4200        | 500/ 1600-2400  | Post.               | 9G-TRONIC             | -                  | 250          | 5"9                 | 5,1                | 136                   | 07/2018-02/2021    |
| C 300 d | SW          | 205.218       | OM654DE20G SCR                           | 1950           | 245/4200        | 500/ 1600-2400  | Post.               | 9G-TRONIC             | -                  | 250          | 6"                  | 5,6                | 147                   | 07/2018-02/2021    |
| C 300 d | Coupé       | 205.318       | OM654DE20G SCR                           | 1950           | 245/4200        | 500/ 1600-2400  | Post.               | 9G-TRONIC             | 1.540              | 250          | 6"                  | 4,9                | 129                   | dal 07/2018        |
| C 300 d | Cabrio      | 205.418       | OM654DE20G SCR                           | 1950           | 245/4200        | 500/ 1600-2400  | Post.               | 9G-TRONIC             | 1.670              | 250          | 6"3                 | 5,2                | 138                   | dal 07/2018        |
| C 300 d 4MATIC | Berlina     | 205.019       | OM654DE20G SCR                           | 1950           | 245/4200        | 500/ 1600-2400  | Int.                | 9G-TRONIC             | -                  | 250          | 5"7                 | 5,5                | 145                   | 07/2018-02/2021    |
| C 300 d 4MATIC | SW          | 205.219       | OM654DE20G SCR                           | 1950           | 245/4200        | 500/ 1600-2400  | Int.                | 9G-TRONIC             | -                  | 250          | 6"                  | 5,9                | 153                   | 07/2018-02/2021    |
| C 300 d 4MATIC | Coupé       | 205.319       | OM654DE20G SCR                           | 1950           | 245/4200        | 500/ 1600-2400  | Int.                | 9G-TRONIC             | 1.585              | 250          | 6"                  | 5,2                | 137                   | dal 07/2018        |
| Versioni ibride a benzina |             |               |                                          |                |                 |                 |                     |                       |                    |              |                     |                    |                       |                    |
| C 300 e | Berlina     | -             | M274DE20AL + motore elettrico            | 1991           | 3207            | 7008            | Posteriore          | Automatico 9 rapporti | 1.740              | 250          | 5"4                 | 1,8                | 36                    | 09/2019-02/2021    |
| C 300 e | SW          | -             | M274DE20AL + motore elettrico            | 1991           | 3207            | 7008            | Posteriore          | Automatico 9 rapporti | 1.795              | 250          | 5"5                 | 2                  | 39                    | 09/2019-02/2021    |
| C 300 e 4MATIC | Berlina     | -             | M274DE20AL + motore elettrico            | 1991           | 3207            | 7008            | Integrale           | Automatico 9 rapporti | 1.820              | 250          | 5"4                 | 2,1                | 41                    | 09/2019-02/2021    |
| C350 e | Berlina     | 205.047       | M274DE20AL + motore elettrico            | 1991           | 2799            | 60010           | Posteriore          | 7G-Tronic Plus        | 1.705              | 250          | 5"9                 | 2,4                | 54                    | 03/2015-06/201611  |
| C350 e | Berlina     | 205.047       | M274DE20AL + motore elettrico            | 1991           | 2799            | 60010           | Posteriore          | 9G-Tronic             | 1.705              | 250          | 5"9                 | 2,4                | 54                    | 06/2016-05/2018    |
| C350 e | SW          | 205.247       | M274DE20AL + motore elettrico            | 1991           | 2799            | 60010           | Posteriore          | 7G-Tronic             | 1.765              | 246          | 6"2                 | 2,4                | 55                    | 03/2015-06/2016    |
| C350 e | SW          | 205.247       | M274DE20AL + motore elettrico            | 1991           | 2799            | 60010           | Posteriore          | 9G-Tronic             | 1.765              | 246          | 6"2                 | 2,4                | 55                    | 06/2016-05/2018    |
| Versioni ibride a gasolio |             |               |                                          |                |                 |                 |                     |                       |                    |              |                     |                    |                       |                    |
| C300 BlueTEC Hybrid | Berlina     | 205.012       | Motore OM651DE22LA + motore elettrico    | 2143           | (204+27)/ 4200  | (500+250)/ 1600 | Posteriore          | 7G-Tronic             | 1.520              | 244          | 6"4                 | 4                  | 94                    | 06/2014-04/2018    |
| C300 BlueTEC Hybrid | SW          | 205.212       | Motore OM651DE22LA + motore elettrico    | 2143           | (204+27)/ 4200  | (500+250)/ 1600 | Posteriore          | 7G-Tronic             | 1.590              | 244          | 6"7                 | 4.1                | 99                    | 11/2014-04/2018    |
| C 300 de | Berlina     | 205.013       | Motore OM654DE20G SCR + motore elettrico | 1950           | 30612           | 70013           | Posteriore          | Automatico 9 rapporti | 1.820              | 250          | 5"6                 | 1,6                | 38                    | 09/2019-02/2021    |
| C 300 de | SW          | 205.213       | Motore OM654DE20G SCR + motore elettrico | 1950           | 30612           | 70013           | Posteriore          | Automatico 9 rapporti | 1.880              | 250          | 5"7                 | 1,6                | 39                    | 09/2019-02/2021    |
| Note: 1Prevista per il mercato italiano solo fino al 04/2018 2Oltre alla potenza indicata vanno considerati anche i 14 CV del sistema EQ Boost con alternatore reversibile, che entrano in gioco a basse velocità e in manovra 3Non prevista per il mercato italiano 4Dal 2016, in alcuni mercati, fra cui quello tedesco, la denominazione cambia in C43 AMG 5Le denominazioni di ogni modello a gasolio hanno recato la sigla BlueTEC fino al mese di aprile 2015, sigla sostituita con la lettera d solo a partire da tale data 6In alcuni mercati è previsto di serie un cambio automatico sequenziale a 7 rapporti 7Valore di potenza combinata e quindi non risultante dalla somma delle due potenze in gioco, ossia 211 e 122 CV 8Valore di coppia totale combinata e quindi non risultante dalla somma dei due valori di coppia in gioco, ossia 350 e 440 Nm 9Valore di potenza combinata e quindi non risultante dalla somma delle due potenze in gioco, ossia 211 e 82 CV 10Valore di coppia totale combinata e quindi non risultante dalla somma dei due valori di coppia in gioco, ossia 350 e 440 Nm 11Nel mercato italiano a partire dal 09/2016 12Valore di potenza combinata e quindi non risultante dalla somma delle due potenze in gioco, ossia 194 e 122 CV 13Valore di coppia totale combinata e quindi non risultante dalla somma dei due valori di coppia in gioco, ossia 400 e 440 Nm |             |               |                                          |                |                 |                 |                     |                       |                    |              |                     |                    |                       |                    |